# 도시의 상처
"도시의 상처"는 1990년에 개봉한 대한민국의 영화이다.

## 캐스팅
- 박양희
- 홍석의
- 최수빈
- 김경란
- 곽은경
- 신종섭
- 장항선
- 신성하
- 나유경
- 문미봉
- 박예숙
- 김기종
- 나갑성
- 안진수
- 최재호
- 이희자
- 이인영
- 김상배
- 김귀례